# Пырошня
Пы́рошня — река в России, протекает в Селижаровском районе Тверской области. Устье реки находится в 25 км по правому берегу реки Пе́сочня. Длина реки составляет 53 км, площадь водосборного бассейна 369 км². Притоки — Песочня и Хмелевочка.
На берегах реки расположены деревни Дружная Горка, Кулешино, Оковцы, Гришкино и другие. В излучине реки вблизи деревни Оковцы находится памятник природы источник Оковецкий Ключ.

## Данные водного реестра
По данным государственного водного реестра России относится к Верхневолжскому бассейновому округу, водохозяйственный участок реки — Волга от Верхневолжского бейшлота до города Зубцов, без реки Вазуза от истока до Зубцовского гидроузла, речной подбассейн реки — бассейны притоков (Верхней) Волги до Рыбинского водохранилища. Речной бассейн реки — (Верхняя) Волга до Куйбышевского водохранилища (без бассейна Оки).
Код объекта в государственном водном реестре — 08010100412110000000267.